# Philotrypesis minuta
Philotrypesis minuta är en stekelart som beskrevs av Mayr 1885. Philotrypesis minuta ingår i släktet Philotrypesis och familjen fikonsteklar. Inga underarter finns listade i Catalogue of Life.